# Craig Jones (musicista)
Craig Alan Jones, noto anche come 133 (Des Moines, 11 febbraio 1972), è un tastierista statunitense, noto per la sua militanza negli Slipknot fino al 2023.

## Biografia
Jones si è unito agli Slipknot nel 1995 inizialmente come sostituto alla chitarra di Donnie Steele, per poi divenire il tastierista; oltre a questo ruolo è stato anche colui che controlla gli effetti delle chitarre nei concerti. È co-autore di quasi tutti i brani del gruppo, in cui spesso inserisce riferimenti alla sua principale passione, il cinema (ad esempio, nel testo di (sic) cita il film Carlito's Way e un documentario su Charles Manson).
Dopo 28 anni di permanenza, il 7 giugno 2023 il gruppo ha annunciato la separazione da Jones, senza fornire ulteriori dettagli in merito.

## Maschera
Agli esordi indossava un casco da palombaro ricoperto da lunghi e robusti aghi metallici, poi sostituito da un casco di gomma ricoperto da punte lunghe circa 20cm cambiando svariate volte la lunghezza delle punte, del "collo" e il materiale. All'interno del gruppo è identificato con il numero 5, ma è noto anche con l'identificativo 133.
Non mostra praticamente mai il suo vero volto (sono pochissime le immagini anche in rete a mostrarlo senza maschera) ed è solito parlare pochissimo, rimanendo sempre piuttosto freddo e distante sia nelle interviste che nelle esibizioni dal vivo, che di solito è il primo a lasciare; in alcune occasioni, addirittura, copre gli occhi con una visiera per garantire il proprio anonimato.

## Discografia
- 1999 – Slipknot
- 2001 – Iowa
- 2004 – Vol. 3: (The Subliminal Verses)
- 2008 – All Hope Is Gone
- 2014 – .5: The Gray Chapter
- 2019 – We Are Not Your Kind
- 2022 – The End, So Far